# Sdružení japonských lékařských knihoven
Sdružení japonských lékařských knihoven (japonsky 日本医学図書館協会, anglicky Japan Medical Library Association) je profesní organizace lékařských knihoven v Japonsku. Hlavním cílem sdružení je poskytovat školení lékařským knihovníkům a usnadňovat meziknihovní výpůjčky.

## Dějiny
Sdružení bylo založeno v roce 1927 knihovníky z univerzit v Niigatě, v Okajamě, v Čibě, v Kanazawě a v Nagasaki jako Sdružení knihoven lékařských fakult. Název organizace se změnil na současný v roce 1954. Nakonec se ke sdružení přidala každá významnější lékařská škola a několik stomatologických a výzkumných institucí.
Jedním z prvních cílů sdružení bylo zavést systém meziknihovních výpůjček. Sdružení vydalo svůj první souborný katalog lékařských časopisů v roce 1931. Ve 40. letech 20. století dostali knihovníci školení a odbornou podporu od lékařských knihoven ve Spojených státech amerických. Sdružení rovněž od roku 1956 nabízí kurzy dalšího knihovnického vzdělávání.
Nicméně v roce 1962 Estelle Brodmanová provedla studii o knihovnách japonských lékařských fakult a zjistila, že oborové knihovny jsou větší než hlavní knihovny škol a že knihovníci nesmějí sami vybírat knihy. Jiní knihovníci poukázali na to, že fakulta lékařské fakulty nedůvěřuje knihovníkům ve výběru knih do jejich knihoven, protože nebyli dostatečně vyškoleni jako knihovníci, a vyzvali k rozvoji knihovnických škol na vysokých školách. Lékařské knihovny se rozrůstaly a zdokonalovaly se v šedesátých a sedmdesátých letech.
V roce 2004 sdružení zavedlo certifikaci „Health sciences information professional“.

## Struktura a činnosti
Sdružení má osm divizí podle zeměpisných oblastí v Japonsku. Má také dvanáct výborů, které se zabývají různými tématy, jako publikacemi, cenami a dalším vzděláváním.

### Publikace
Následné publikace Souborného katalogu lékařských periodik, který byl založen v roce 1931, byly rozděleny do dvou svazků: jeden pro domácí periodika a druhý pro zahraniční. Vydávání publikace byla zastaveno v roce 2008. Sdružení vydává další knihy a periodika, včetně oficiálního časopisu Igaku Tošokan (医学図書館), který začal vycházet v roce 1954.